# Koncil
Koncil ili sinoda je riječ koja u kršćanskim crkvama označava skup, odnosno sastanak njenih poglavara i najviših predstavnika, najčešće radi rješavanja nekog doktrinarnog ili administrativnog pitanja.

### Etimologija
Riječ sinoda je grčkoga podrijetla, a radi se o složenici od dvije riječi: syn, što znači zajedno, i hodos, ići.
Riječ „sinoda” upotrebljava se susrete za biskupijskih sinoda, a riječ „koncil” bi bio stručni naziv za skupove opće ekumenske naravi. Ipak, se oba naziva često koriste u jednoznačnom smislu.